# Мілутін Міланкович
Мілутін Міланкович (серб. Милутин Миланковић; 28 травня 1879, Даль, Австро-Угорщина (нині Хорватія) — 12 грудня 1958, Белград, Югославія) — сербський цивільний інженер, кліматолог, геофізик, астроном, математик та письменник-фантаст, академік Сербської академії наук і мистецтв (1924).
Відомий теорією, яка пояснює глобальні зміни клімату Землі у минулі епохи періодичними змінами деяких параметрів орбіти Землі. Розробив новоюліанський календар, прийнятий грецькою і низкою інших помісних православних церков (окрім Російської, Єрусалимської, Сербської та Афону).

## Життєпис
Народився в місті Даль. 1903 року закінчив будівельний інститут у Бечі. Отримав освіту у Вищій технічній школі Відня (нині Віденський технічний університет), де 1904 року захистив докторську дисертацію і став працювати інженером-будівельником. Того ж року вступив до Белградського університету, де пройшло все його наукове життя, з 1909 — професор теоретичної механіки, небесної механіки та теоретичної фізики Белградського університету. Під час Першої світової війни потрапив у полон у Будапешті, але завдяки угорським колегам продовжував свої дослідження. Багато років Міланкович намагався дізнатися історію клімату Землі. З травня 1948 по 26 липня 1951 був директором Белградської обсерваторії.
Основні наукові роботи стосуються небесної механіки, фізики планетних атмосфер, метеорології, кліматології. Розробив ряд складних питань кількісної теорії теплових явищ у планетних атмосферах, які обумовлені впливом сонячної радіації, і застосував цю теорію до вивчення коливань клімату Землі в минулі геологічні епохи; зокрема, глобальні коливання клімату в плейстоцені вперше успішно пояснив змінами параметрів орбіти Землі (ексцентриситету та довготи перигелію) і кута нахилу осі обертання Землі до площини орбіти. Одним із перших у 1914—1916 роках чітко розглянув кліматичні умови на Марсі і зробив розрахунок температури на його поверхні та в атмосфері; обчислив, що верхня межа температури на поверхні становить −3 °C на екваторі і −52 °C на полюсах (ці значення близькі до сучасних даних). У 1932—1934 роках досліджував рух полюсів Землі, обумовлений розподілом континентів на земній кулі. Вивчав питання реформи календаря, розробив новоюліанський календар, який, порівняно з юліанським, скорочено на 7 діб за 900 років (на відміну від григоріанського, в якому скорочення становить 3 доби за 400 років). В цьому календарі помилка в 1 добу накопичується за 43 500 років. Автор підручників «Небесна механіка» (1935) та «Історія астрономії» (1948).
Член Німецької академії природодослідників «Леопольдина».

## Мілутін Міланкович та фантастика
Мілутін Міланкович є автором романтичного науково-фантастичного роману «Крізь всесвіт і віки» (серб. Kroz vasionu i vekove) (1928), написаного у формі листів до невідомої молодої жінки. Книга вважається одним з найпомітніших науково-фантастичних романів довоєнної літератури Югославії.